# Der Chef (Fernsehserie)
Der Chef (Originaltitel: Ironside) ist eine US-amerikanische Krimiserie aus den Jahren 1967 bis 1975, die von Universal TV produziert wurde.

## Inhalt
Der Polizist Robert T. Ironside, verkörpert von Raymond Burr, ist seit einer Schussverletzung auf den Rollstuhl angewiesen.
Ausgestattet mit zahlreichen Sondervollmachten jagt der „Chef“ von nun an die Verbrecher vom Rollstuhl aus; dabei stehen ihm Detective Sergeant Ed Brown (Don Galloway), Eve Whitfield (Barbara Anderson) und Mark Sanger (Don Mitchell) bei.
Mark Sanger spielt dabei eine besondere Rolle: er wurde einst von Chief Ironside ins Gefängnis gebracht. Da der Chef ihn allerdings für einen intelligenten jungen Mann hielt, wurde Mark so etwas wie der persönliche Betreuer Ironsides. So will er Mark für den Polizeidienst gewinnen.
Ihr Hauptquartier haben sie in San Francisco.
Neben dieser Mannschaft und den Räumlichkeiten steht dem Chef auch ein speziell umgerüsteter Van zur Verfügung, in dem er zu den Einsätzen fährt.

## Ausstrahlung
In Deutschland wurde die erste Folge am 25. Juli 1969 in der ARD ausgestrahlt. Bis Mai 1970 wurden insgesamt 18 Folgen gezeigt (17 aus der ersten, eine aus der zweiten Staffel). Am 1. Mai 1971 folgte der Pilotfilm, im folgenden Jahr zwei Doppelfolgen aus der zweiten und dritten Staffel. Von Januar bis Juli 1974 zeigte die ARD schließlich 13 weitere Folgen aus den Staffeln 5 bis 7. RTL synchronisierte fast alle weiteren Folgen, wobei man zwei vergaß, dafür allerdings den Pilotfilm in gekürzter Fassung sowie die beiden Langfolgen als Zweiteiler neu bearbeitete. Im Jahr 2006 zeigte Das Vierte verschiedene Folgen. Die 199 Episoden haben normalerweise jeweils eine Länge von ca. 50 Minuten, es gibt vier Doppelfolgen.
In der BRD verlief die Ausstrahlung bisher wie folgt:
- ARD: Sommer 1969–Herbst 1980
- Sat.1: Zweites Halbjahr 1986
- RTL(plus): Anfang 1988–Ende 1993
- Super RTL: Frühjahr 1995–Spätsommer 1996
- Das Vierte: Herbst 2005–Herbst 2006

Am 4. Mai 1993 erschien der Fernsehfilm Der Chef kehrt zurück (The Return of Ironside). Vier Monate später starb Raymond Burr. Im deutschen Fernsehen wurde der Film erstmals am 5. September 1999 auf Kabel 1 gezeigt.

## DerIronside Truck
Ironsides Fahrzeug wurde um 1970 als Ironside Truck von Corgi nachgebildet. Corgis Miniaturausgabe des Vans hatte eine hochklappbare Hecktür, hinter der sich die Figuren des Kommissars und seines Helfers Mark befanden. Eine Plattform, auf der diese beiden Figuren befestigt waren, ließ sich aus dem Fahrzeuginneren herausschieben, nach Art eines Hublifts absenken, jedoch nicht vom Fahrzeug lösen.

## Neuauflage
Im Jahr 2013 wurde mit Ironside eine Neuauflage der Serie produziert. Blair Underwood übernahm hierbei die Hauptrolle. Bereits nach wenigen ausgestrahlten Folgen wurde die Serie vom Sender NBC im Oktober eingestellt.